# أرماجيدون
أرماجيدون بالإنجليزية (Armageddon) هو أحد المهرجانات التي تقدمها مؤسسة المصارعة الحرة الترفيهية wwe . تم عرض أول حدث عام 1999 .

## أماكن ومواعيد
| # | الحدث            | التاريخ         | المدينة                  | المكان                             | الحدث الرئيسي |
| - | ---------------- | --------------- | ------------------------ | ---------------------------------- | --- |
| 1 | أرماجيدون (1999) | ديسمبر 12, 1999 | صنرايز                   | بنك أميرانت أرينا                  | تربل إتش vs. فينس مكمان in a أنواع مباريات المصارعة |
| 2 | أرماجيدون (2000) | ديسمبر 10, 2000 | برمنغهام (ألاباما)       | Birmingham-Jefferson Civic Center ‏ | كيرت أنغل (c) vs. ستون كولد ستيف أوستن vs. Triple H vs. أندرتيكر vs. دوين جونسون vs. Rikishi in a Hell in a Cell match for the بطولة العالم للدبليو دبليو إي للوزن الثقيل |
| 3 | أرماجيدون (2002) | ديسمبر 15, 2002 | صنرايز                   | بنك أميرانت أرينا                  | شون مايكلز (c) vs. Triple H in a أنواع مباريات المصارعة for the World Heavyweight Championship                                                                            |
| 4 | أرماجيدون (2003) | ديسمبر 14, 2003 | أورلاندو                 | TD Waterhouse Centre ‏              | Goldberg (c) vs. Triple H vs. كين in a Triple Threat match for the World Heavyweight Championship                                                                         |
| 5 | أرماجيدون (2004) | ديسمبر 12, 2004 | دولوث                    | غاز الجنوب أرينا                   | جون برادشو ليفيلد (c) vs. إدي غيريرو vs. The Undertaker vs. Booker T in a Fatal four-way match for the WWE Championship                                                   |
| 6 | أرماجيدون (2005) | ديسمبر 18, 2005 | بروفيدنس                 | Dunkin' Donuts Center              | The Undertaker vs. Randy Orton (with Bob Orton) in a Hell in a Cell match                                                                                                 |
| 7 | أرماجيدون (2006) | ديسمبر 17, 2006 | ريتشموند                 | Richmond Coliseum                  | فولغينسيو باتيستا and جون سينا vs. King Booker's Court (ديفيد فينلي and King Booker) (with Queen Sharmell ‏) in a tag team match                                           |
| 8 | أرماجيدون (2007) | ديسمبر 16, 2007 | Pittsburgh, Pennsylvania | Mellon Arena ‏                      | Batista (c) vs. آدم كوبلاند vs. The Undertaker in a Triple Threat match for the World Heavyweight Championship                                                            |
| 9 | أرماجيدون (2008) | ديسمبر 14, 2008 | بوفالو (نيويورك)         | HSBC Arena                         | Edge (c) vs. Triple H vs. جيف هاردي in a Triple Threat match for the WWE Championship                                                                                     |